# Okokume
Laura Mas (Mataró Barcelona 27 de julio de 1985), conocida profesionalmente como Okokume, es una artista contemporánea española. Sus obras se reconocen sobre todo por el uso repetido de su personaje característico, Cosmic Girl, un espíritu de pelo rosa y piel turquesa venido del universo. Es una de las artistas contemporáneas de más rápido crecimiento en el mercado del arte, consiguiendo numerosos récords satisfactorios en subastas desde 2020.

## Vida y carrera

### Formación académica y comienzos de la carrera profesional
Se graduó en la prestigiosa Escuela Superior de Arte y Diseño Llotja de Barcelona en 2010.
Okokume empezó pintando mujeres vestidas con kimonos, obis, usando todo tipo de complementos típicos nipones como el wasaga y acercándose de manera latente al movimiento impresionista.
En sus primeras obras, era muy característica la presencia de orificios en el rostro, dando un aspecto apocalíptico. Junto con su estilo más enigmático podemos destacar el color rosado del pelo y el rostro turquesa, que mantendrá a lo largo de su obra.

### Lowbrow y Cosmic Girl
Las obras de este primer período se expusieron en galerías de Barcelona, Berlín y Los Ángeles, colaborando en exposiciones colectivas y poco a poco se fue especializando en un estilo más Lowbrow. El cual, de nuevo, refleja su pasión por el manga japonés, los dibujos americanos y empezó a explorar estilos contemporáneos más callejeros. 
Tras una evolución de diálogo interno, crecimiento personal y frustración de los problemas reales del planeta,  le surgió la necesidad de empezar a desarrollar su propio mecanismo de ayuda, creando un personaje mensajero que llegara a todos los públicos, Cosmic Girl. Un espíritu de cabello rosado y piel turquesa, que transmite de manera consciente y respetuosa la importancia de proteger el medioambiente, así como hacer reflexionar sobre diversas causas sociales.
Fue en 2017, cuando Okokume junto con la galería JPS Art Gallery, empezó a enamorar a los asiáticos con la evolución del personaje Cosmic Girl. 
Sus obras empezaron a ser más coloristas y de tonalidades más alegres, las cuales transportan a la audiencia al universo Cosmic Girl, donde se adentran en un amplio abanico de sensaciones y sentimientos.
Este personaje refleja los sentimientos que remueven el corazón de la artista, por esta razón, cada elemento tiene su sentido y razón de ser. Detrás de este espíritu de colores brillantes se esconden mensajes sociales y reivindicativos.
Haciendo su debut asiático en Hong Kong con la exposición Cosmic World, empezó a ganar más popularidad. Y fue al año siguiente, 2018, cuando la obra de Okokume se presentó junto con JPS Art Gallery y K11 alcanzando un nuevo nivel de éxito.
En 2020 exhibió una edición limitada de su primera escultura de Bronce. Su trabajo ha seguido elevándose en valor pero fue en 2021 con la exposición, Inside, cuando Okokume se convirtió en una de las artistas contemporáneas de más rápido crecimiento del momento, llegando a alcanzar el puesto 92 de las 100 artistas más influyentes según el London Daily Post.

### Cosmic Girl Café
En agosto de 2019 inauguró en Tokio, Harajuku, su propia cafetería “Cosmic Girl Cafe” colaborando con el artista Kasing Lung. A la vez, se hizo un evento colaborativo donde se diseñó merchandising, toys de edición limitada y se vendieron objetos exclusivos y originales de la artista, llegando ha agotar existencias en pocas horas.
Paralelamente, Okokume y Kasing Lung participaron en la exposición "The Monsters and the Cosmic Stars" en la galería JPS de Tokio.

### Obras Benéficas
Okokume, no sólo muestra su arte sino que se implica de manera activa y responsable, participando desde 2018 en la venta de ediciones, exposiciones benéficas, donando todos los beneficios a la fundación Make a Wish, quien ayuda a provocar ilusión a niños y niñas enfermos a través de deseos personales.

### Influencias
Okokume es una entusiasta de los cómics, la cultura popular japonesa y fiel seguidora del universo Ghibli.
La artista cita el impacto que le causó cuando vio por primera vez el famoso film Akira, de Katsuhiro Ōtomo, el cual vio por primera vez a los ocho años de edad. Los peculiares personajes de piel turquesa de la película han sido una inspiración fundamental para su arte, al igual que los dibujos de los 80 cómo The Moomins, Dragon Ball Z, Ranma, entre otros.

### Colaboraciones
En 2022 Okokume colaboró con Hypebeans, la prestigiosa cafetería con establecimientos en Nueva York, Tokio, Seúl y Hong Kong. Los colores iridiscentes del alma de Cosmic Girl, el personaje más popular de la artista, se expandieron por el establecimiento pintando mesas y paredes. También presentó material gráfico que fue usado para el diseño de vasos, paredes y camisetas. En el local se podía ver un cuadro original, pintado exclusivamente para está colaboración. Debido al gran éxito, Hypebeans decidió llevar a Cosmic Girl a las calles de Hong Kong con su Food Truck.
En enero de 2023, la artista lanzó dos exitosas colaboraciones. La primera con la mundialmente conocida marca de fundas y accesorios para móviles, Casetify. Bajo el nombre de “Our feelings” Okokume presentaba una colección cápsula donde se incluían fundas de móvil, fundas de airpods, cargadores, fundas de ipad y airtags con varios diseños de cuadros de la artista. También se podía comprar una exquisita Prémium box, con 5 fundas de móvil que juntas componían una simbólica pintura.
Por otra parte, Avant Arte, una popular comunidad de artistas donde apuestan por las nuevas generaciones, lanzó el 24 de enero una pieza edición limitada de 50 unidades, “Sumergidos”. Una serigrafía de 12 pantallas de color, acabada a mano por la artista con pintura acrílica y polvo de diamante, que en menos de dos horas ya estaba agotada.

## Libros
- “The arrival of Cosmic Girl” (La llegada de Cosmic Girl), 2018.[11][12]

## Exposiciones seleccionadas
2023
- Art Central, Hong Kong. (Fair)[13]
- Origen, JPS Gallery Paris.[14]
- UVNT Art Fair, Madrid. (Fair)[15]
- Fronteras, L21 Gallery, Barcelona.[16]
- Art021, Shanghai.[17]

2022
- Art Central, Hong Kong. (Fair)[18]
- Bon Jour Paris, Paris. (Group Exhibition)[19]

- Utopia, JPS Gallery Tokio.[20]
- Bespoke x Okokume, Landmark Atrium, Hong Kong.[21]

2021
- Reality, JPS Area 36, Tokio.[22]
- Inside, JPS Gallery, Hong Kong.[23]

2018
- The Arrival of Cosmic Girl, JPS Gallery, K11 Art Space, Hong Kong.[24]

2017
- Cosmic World, JPS Gallery, Hong Kong.[25]

2015
- Ikimono, Open Walls Gallery, Berlin.

2013
- Okokume, Mar de Cava Gallery, Barcelona.

## Galerías
- JPS Art Gallery representa a  Okokume.

## Selección de publicaciones
- Harper's Bazar Hong Kong, 2018[26]
- Hypebeast, 2018[27]
- Milk Magazine, 2018
- Esquire Hong Kong, 2020
- Diari Ara, 2021[28]
- Ecos de Asia, 2021[29]
- Art and Piece, 2021
- London Daily Post, 2021
- Yorokobu, 2022 Okokume[30]
- Trendy Style, 2022[31]
- El Periódico, 2022[32]